# The Slim Shady LP
The Slim Shady LP er den kommersielle debut og andet album fra rapperen Eminem udgivet i 1999. Det er Eminems første album under Dr. Dre's Aftermath Entertainment. Albummet gjorde hurtigt Eminem verdenskendt, og endte med at sælge 283.000 eksemplarer første uge. Til dato har albummet solgt 9 millioner eksemplarer. Det var den første single My Name Is, som virkelig slog igennem.
Mange af teksterne på pladen handler om vold, sex og stoffer, hvilket har medført at der har været en del kritik af pladen.

## Numre
| #  | Title                         | Featured guest(s)         | Producer(s)                            | Time |
| -- | ----------------------------- | ------------------------- | -------------------------------------- | ---- |
| 1  | "Public Service Announcement" |                           |                                        | 0:33 |
| 2  | "My Name Is"                  |                           | Dr. Dre                                | 4:28 |
| 3  | "Guilty Conscience"           | Dr. Dre                   | Dr. Dre                                | 3:19 |
| 4  | "Brain Damage"                |                           | Marky & Jeff Bass Eminem (co-producer) | 3:46 |
| 5  | "Paul" (skit)                 |                           |                                        | 0:15 |
| 6  | "If I Had"                    | Kristie Abete             | Marky & Jeff Bass Eminem (co-producer) | 4:05 |
| 7  | "97' Bonnie & Clyde"          |                           | Marky & Jeff Bass Eminem (co-producer) | 5:16 |
| 8  | "Bitch" (skit)                |                           |                                        | 0:19 |
| 9  | "Role Model"                  |                           | Dr. Dre Mel-Man (co-producer)          | 3:25 |
| 10 | "Lounge" (skit)               |                           |                                        | 0:46 |
| 11 | "My Fault"                    |                           | Marky & Jeff Bass                      | 4:01 |
| 12 | "Ken Kaniff" (skit)           |                           |                                        | 1:16 |
| 13 | "Cum On Everybody"            | Dina Rae                  | Marky & Jeff Bass Eminem (co-producer) | 3:39 |
| 14 | "Rock Bottom"                 |                           | Marky & Jeff Bass                      | 3:34 |
| 15 | "Just Don't Give A Fuck"      | Frogg                     | Marky & Jeff Bass Eminem (co-producer) | 4:02 |
| 16 | "Soap" (skit)                 | Royce Da 5'9" & Jeff Bass |                                        | 0:34 |
| 17 | "As The World Turns"          |                           | Marky & Jeff Bass Eminem (co-producer) | 4:25 |
| 18 | "I'm Shady"                   |                           | Marky & Jeff Bass Eminem (co-producer) | 3:32 |
| 19 | "Bad Meets Evil"              | Royce Da 5'9"             | Marky & Jeff Bass Eminem (co-producer) | 4:13 |
| 20 | "Still Don't Give A Fuck"     |                           | Marky & Jeff Bass Eminem (co-producer) | 4:12 |